# Liberación de Arnhem
La liberación de Arnhem, también conocida como  Operación ira y también como Operación ira rápida, fue una operación militar para apoderarse de la ciudad de Arnhem en abril de 1945, durante las etapas finales de la Segunda Guerra Mundial. Ocasionalmente se le conoce como la Segunda Batalla de Arnhem o la Liberación de Arnhem. La operación fue parte de la liberación de los Países Bajos por parte del Primer Ejército de Canadá y fue dirigida por la 49.ª División de Infantería Británica, con el apoyo de los medios de la 5.ª División Blindada Canadiense, los ataques aéreos de la Real Fuerza Aérea Británica y los barcos de la Marina Real británica.
Los aliados occidentales trataron en primer lugar de liberar Arnhem en septiembre de 1944 durante la Operación Market Garden. La mala planificación, la inesperada presencia de unidades blindadas alemanas y un avance retrasado por parte de las fuerzas terrestres significaron que la 1.ª División Aerotransportada británica fuera derrotada y el nuevo frente se estabilizó al sur de la ciudad. La nueva planificación para tomar Arnhem comenzó en el nuevo año cuando el Primer Ejército de Canadá buscó formas de vincular sus unidades que avanzaban hacia los Países Bajos. Sin embargo, no fue hasta abril que la liberación de la ciudad se convirtió en una posibilidad distinta. Después de que el «II Canadian Corps» asegurara la orilla oriental del río IJssel y avanzara hacia el norte, con el «I Canadian Corps» preparado para asaltar a Arnhem.
La operación comenzó el 12 de abril de 1945 y procedió a planear el asalto para ver como las tres brigadas de infantería de la 49.ª División pasarían a través de la ciudad. En cuatro días, Arnhem estaba totalmente bajo control aliado lo que permitió a los canadienses avanzar más en los Países Bajos. Menos de dos semanas después de la batalla, una tregua general puso fin a las principales operaciones de combate en el país y el 5 de mayo, el comandante en jefe alemán en los Países Bajos se rindió al Ejército canadiense. Tres días después, Alemania se rindió incondicionalmente poniendo fin a la guerra en Europa.

## Antecedentes

### Primera batalla de Arnhem
En septiembre de 1944, los Aliados lanzaron la Operación Market Garden, un esfuerzo por avanzar alrededor de la Línea Sigfrido y abrir una ruta hacia el río Ruhr. La 1.ª División Aerotransportada británica aterrizó en Arnhem y luchó durante nueve días en la ciudad y en los campos y ciudades aledaños, pero el avance del 2.º Ejército británico no logró alcanzarlos y casi fueron aniquilados. Después de retirarse al sur de Nederrijn, la línea de frente se estabilizó en la "Isla", el pólder entre Nijmegen y Arnhem, durante el invierno.
Los residentes de Arnhem y Oosterbeek de los que más de 450 murieron en la batalla, fueron desalojados de sus hogares, que luego fueron saqueados sistemáticamente de cualquier cosa de valor para ayudar a los refugiados en Alemania. Los asentamientos destrozados se convirtieron en fuertes posiciones defensivas para resistir futuros avances aliados. El puente de la carretera de Arnhem por el que los británicos habían luchado tanto fue bombardeado por los aliados en octubre de 1944 para evitar su uso por parte de los alemanes. Arnhem fue bombardeado extensivamente por los Aliados durante el invierno e incluso fue golpeado por cohetes V-2 lanzados por los alemanes. En represalia por un trabajador ferroviario holandés la huelga supuestamente ayudó al avance de septiembre de los aliados, los alemanes prohibieron todo movimiento de carga interior. Esto evitó que los alimentos que se cultivaban en el norte llegasen al sur y al oeste del país y causó miles de muertes entre la población holandesa en Hongerwinter.

### Cruce aliado del Bajo Rin
En febrero de 1945, los aliados lanzaron las operaciones Veritable y Grenade que golpearon el este desde las tierras capturadas durante Market Garden directamente en Alemania. Así allanaron el camino para las Operaciones de Saqueo y Varsity, que ambas cruzaron el río Rin más arriba de Arnhem. El 21.º Grupo de Ejército avanzó rápidamente hacia el noroeste de Alemania. Mientras el 2.º Ejército británico avanzaba hacia el oeste, el Primer Ejército canadiense del general Henry Crerar recibió la tarea de liberar a los Países Bajos.
El ejército canadiense recibió instrucciones de planificar avances en el Bajo Rin cuando asumió la responsabilidad de la prominencia de Nijmegen por primera vez en noviembre pero, como cualquier otro plan, se retrasó debido al invierno y la posterior asignación de recursos para la Operación Veritable. Sin embargo, después de la Operación Veritable, el general Crerar vio las ventajas de tomar Arnhem y abrir una ruta a Emmerich durante el próximo cruce del Rin.
El primer borrador del plan para tomar la ciudad, conocido como Operación Anger, se completó en febrero como una operación subsidiaria de Plunder, pero el teniente general Charles Foulkes, comandante del recién llegado «I Cuerpo canadiense», pensó que era más seguro esperar hasta que se cruzara el Rin antes de lanzar una acción en Arnhem, y la «Operación ira» fue archivada.

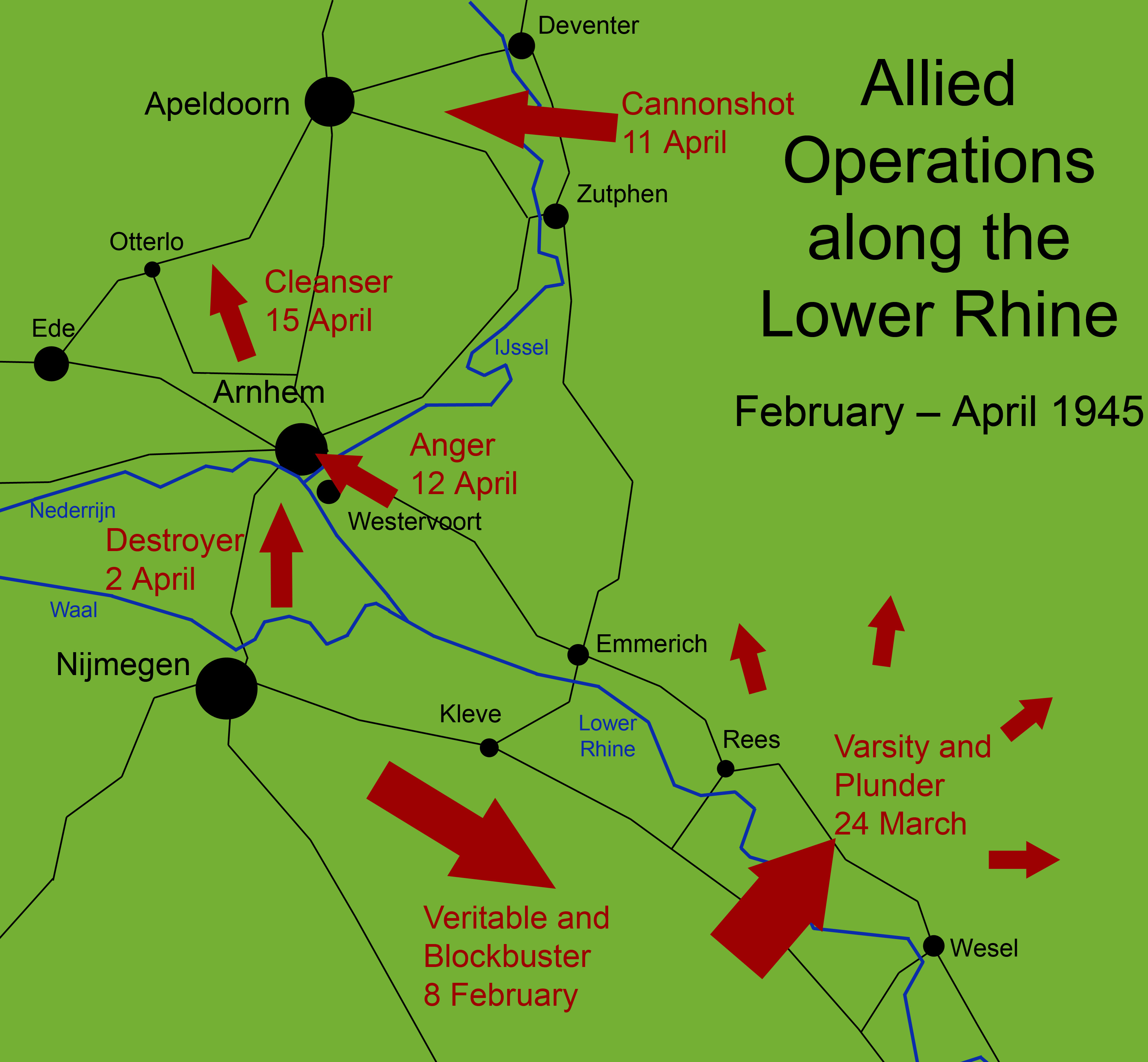
Diagrama de las principales operaciones aliadas que tuvieron lugar durante febrero, marzo y abril a lo largo del Bajo Rin en 1945

Después de la «Operación Saquear», el II Cuerpo Canadiense, comandado por el Teniente General Guy Simonds, golpeó el oeste y tomó Emmerich, acercándose al IJssel desde el este. Crerar vio la oportunidad de tomar Arnhem y abrir una ruta entre la ciudad y Zutphen hacia el norte, y ordenó a sus dos comandantes del Cuerpo coordinar sus avances. Sin embargo, tenía miedo de tratar de apoderarse de Arnhem antes de que el IJssel se hubiera podido vadear más al norte.
En marzo, la 49.ª División West Riding, apodada The The Polar Bears, que había estado en la isla de Nijmegen desde noviembre, quedó bajo el mando del «I Canadian Corps». El 2 de abril, la división, apoyada por unidades canadienses, lideró la «Operación Destroyer» para despejar la Isla, cronometrando cuidadosamente el comienzo del ataque inicial para hacerlo coincidir con la limpieza de la orilla este del IJssel por parte del II Cuerpo. El 3 de abril, elementos de «I Corps» cruzaron el Nederrijn al este de IJssel y se reunieron con unidades de «II Corps» en la ciudad de Westervoort, frente a Arnhem. El resto de la isla se despejó en otro día y los aliados ocuparon la orilla sur de Nederrijn en preparación para el asalto a Arnhem.
El plan original, que se fraguó en febrero, para la «Operación ira» había solicitado un cruce inmediato de Nederrijn cerca de Oosterbeek tan pronto como se alcanzara el río, si la situación lo permitía (Operación Enojo rápido). Alternativamente, si las defensas alemanas se consideraban demasiado fuertes, se podría hacer un cruce mejor preparado río abajo en Renkum (Operación Ira). Sin embargo, Crerar había dictaminado que no se podían realizar operaciones contra Arnhem hasta que «II Corps» cruzara el IJssel y avanzara sobre Apeldoorn, por lo que Anger aún no podía continuar. Además, las patrullas de reconocimiento de los días 3 y 4 de abril determinaron que los puestos de observación y las posiciones alemanas en Westerbouwing Heights que dominan el río, haría peligroso cruzarlo el Nederrijn. Se hicieron intentos para crear cortinas de humo que ocultaban la orilla sur del Nederrijn a los observadores alemanes, una técnica que había resultado exitosa en la preparación de la Operación Saqueo. La pantalla se extendía desde la ciudad de Randwijk, 16 kilómetros (10 millas) al oeste de Arnhem, a lo largo de la orilla sur del río hasta Huissen, al sur de Arnhem, pero los fuertes vientos y la falta de generadores apropiados redujeron su eficacia. Además, el terreno en la Isla se estaba deteriorando y el 7 de abril, después de considerar varias alternativas, Foulkes decidió que Arnhem debía ser atacado desde el este, a través del IJssel.

## Preparativos

### Fuerzas aliadas
El ataque se retrasó necesariamente mientras la 49.ª División se trasladó a Westervoort y el II Cuerpo de Canadá se preparó para cruzar el IJssel más al norte. El movimiento causó serios problemas logísticos ya que las carreteras alrededor de la Isla y Westervoort se atascaron con el tráfico. Esta demora causó preocupación de que el enemigo tendría tiempo para prepararse para el asalto, pero en caso de que parecieran parecía que no tenían ni las tropas ni el equipo para defender su situación.
El ataque fue planeado para proceder en tres fases. El asalto inicial se llevaría a cabo por la 56.ª brigada de infantería británica que cruzaría el IJssel por la noche en los anfibios Buffalo del «IV Regimiento de Ontario» antes de despejar los distritos este y sur de la ciudad. En la fase dos, la 146.ª «brigada de infantería británica» avanzaría y atacaría el terreno elevado al norte de Arnhem. En la tercera fase, la 147.ª Brigada de Infantería Británica avanzaría a través de las posiciones 56 y aseguraría el terreno elevado y la orilla norte de Nederrijn al oeste de la ciudad. Con las alturas alrededor de Arnhem aseguradas, la 5.ª División Blindada de Canadá avanzaría por la ciudad y el «I Corps» reanudaría su avance hacia el oeste. Los británicos tomaron varias unidades canadienses bajo su mando junto con los tanques lanzallamas  Churchill Crocodile de la 79.ª División Británica Blindada. La mayoría de la 1.ª División de Infantería de Canadá y la 5.ª División Blindada de Canadá se colocaron en apoyo, y un grupo conocido como Murphyforce proporcionó un desvío al sur de Nederrijn.
El cruce del río contaría con la asistencia de la 552.ª Flotilla de navíos de desembarco de la Royal Navy, que también proporcionó varias lanchas utilizadas anteriormente en la Operación Saqueo, y el Royal Army Service Corps llevaría los DUKW a través del río durante la operación. El «I Corps Royal Canadian Engineers» (RCE), construiría cuatro transbordadores mediante los pontones Bailey tan pronto como se capturaran las ubicaciones en el terreno enemigo (dos en todo el IJssel y dos en el Nederrijn). El RCE también desplegaría un puente Bailey prefabricado tan pronto como la situación lo permitiera. El puente se construyó por adelantado aguas arriba en Doornenburg y se lanzó más cerca del IJssel, justo antes del ataque. Tan pronto como la situación lo permitiera, este puente se colocaría en posición entre Westervoort y Arnhem, con la esperanza de que los carros blindados cruzaría el río mucho más rápido de lo que el enemigo esperaría. Los zapadores canadienses interpusieron una pesada cortina de humo de artillería sobre Arnhem durante el ataque y durante la preparación de la batalla mantuvieron la cortina de humo a lo largo del Nederrijn con la esperanza de que engañaría a los alemanes en cuanto a la verdadera dirección del cruce.

#### Orden de batalla de los aliados
49.ª División de Infantería (West Riding) The Polar Bears GOC GOB. -General Stuart Rawlins
- 56.ª Brigada de Infantería, CO Brigadier RH Sénior
  - 2.º batallón, Borderers del sur de Gales
  - 2.º batallón, Regimiento de Gloucestershire
  - 2.º batallón, Regimiento de Essex
- 146.ª Brigada de Infantería, CO Brigadier DS Gordon
  - 4.º Batallón del Regimiento Real de Lincolnshire
  - 1/4.º batallón, infantería ligera de Yorkshire del propio rey
  - Batallón de Hallamshire, Regimiento de York y Lancaster
- 147.ª Brigada de Infantería, CO Brigadier H. Wood
  - 1.º batallón, Regimiento de Leicestershire
  - 1/7 del batallón, Regimiento del duque de Wellington
  - XI Batallón, Fusileros Reales Escoceses

#### Tropas adjuntas
11.º regimiento blindado, regimiento de Ontario.
- 12.ª compañía de ametralladoras independientes, Princesa Louise Fusiliers
- Divisa blindada número 79.jpgUnidades de la 79 División Británica Blindada
- 617.º Escuadrón de Asalto, Ingenieros reales

### Fuerzas alemanas
Las fuerzas alemanas en los Países Bajos, bajo el mando general del Generaloberst Johannes Blaskowitz, habían sido recientemente re-designadas como Fortress Holland (alemán: Festung Holland ), aunque este cambio de nombre tuvo poco efecto en las unidades en tierra. La derrota de fuerzas del año anterior, la formación de Kampfgruppe ad hoc (Grupos de batalla) y la reutilización de unidades dificultaron que la inteligencia aliada determinara la fuerza alemana al norte del Rin, y debía seguir siendo difícil determinar su verdadera fuerza durante varios años después de la guerra. Aproximadamente 10 000 tropas del 30.º cuerpo alemán se creía que estaban en el área de Arnhem-Apeldoorn, bajo el mando del general Philipp Kleffel. Se creía que había hasta 1000 hombres de la 346.ª División de Infantería, el 858.º Regimiento de Granaderos y otras unidades misceláneas que ocupaban el área de Arnhem, incluyendo una escuela de batalla divisional, paracaidistas y holandeses-SS. Además de la defensa natural proporcionada por los ríos y las tierras altas al norte y al oeste de la ciudad, Arnhem se había convertido en una posición defensiva fuerte después de la batalla del año anterior. En el mismo día del asalto para entrar en Arnhem, Heinrich Himmler emitió un decreto de que todas las ciudades deberían ser defendidas a cualquier precio, el hecho de no hacerlo se castigaba con la pena de muerte.

## La batalla

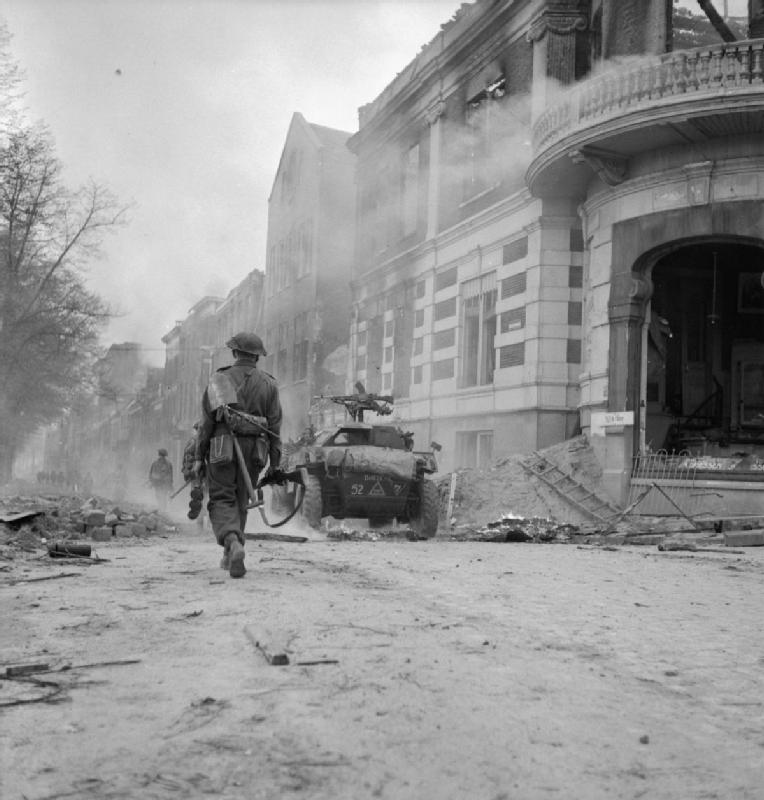
Un hombre se aleja de la cámara, por una calle llena de escombros. Delante de él hay un pequeño vehículo blindado. La infantería y un Humber Scout Car avanzan a través de Arnhem, el 14 de abril

El 11 de abril, el II Corps lanzó la Operación Cannonshot, en el cruce de la IJssel más al norte en Deventer, antes de atacar al oeste hacia Apeldoorn. En la mañana del 12 de abril, se le informó a Foulkes que la operación estaba en marcha, por lo que ordenó a la 49.ª División que comenzara su ataque esa noche. Se pasó todo el día bombardeando al enemigo en Arnhem usando artillería y aviones de ataque a tierra. La RAF hizo 36 salidas de Spitfire y 83 cohetes desde los Hawker Typhoon para machacar las posiciones alemanas y el ataque fue precedido por uno de los bombardeos de artillería más pesados jamás disparados por I Canadian Corps. Una batería de cañones de ocho cañones disparó 640 disparos en diez minutos, es decir, una frecuencia promedio de ocho disparos por arma, por minuto, y el Cuerpo de Pioneer disparó 30 000 proyectiles de humo durante el transcurso de la batalla. Una barrera de desviación desde el sur del Nederrijn provocó una fuerte respuesta alemana lo que sugiere que probablemente se habían preparado para un ataque desde el sur en lugar de desde el este.

### Fase uno
El asalto inicial no se ajustó enteramente al plan. El cruce estaba programado para comenzar a las 10:40 p. m. pero fue retrasado por la llegada tardía de varias navíos de asalto. Además, varias cargas explosivas en la orilla oriental del río diseñadas para despejar un camino a través de las minas terrestres y el 'Bund' no detonaron. El 2.º batallón El regimiento de Gloucestershire descubrió que varios Búfalos estaban inoperativos, por lo que las compañías se vieron obligadas a cruzar por separado y no en un asalto como estaba previsto. A pesar de esto, las cuatro compañías del 2.º Batallón comenzaron a cruzar por separado, iluminadas por la luz de la luna de Monty.(los proyectores que reflejan la luz de las nubes en lo alto) y las armas Bofors disparan un trazador de colores en la dirección del ataque. Bajo la cubierta de ametralladoras y morteros pesados, la primera compañía llegó a la orilla oeste del IJssel a las 11:15 p. m. Comenzaron a tomar sus objetivos frente a la oposición ligera a lo largo de la orilla del río, sufriendo 32 bajas. Después de un ligero retraso aseguraron el área de aterrizaje para el puente Bailey prefabricado y a las 12.50 a. m., los Royal Canadian Engineers comenzaron a colocar los componentes del puente en posición. La segunda ola; el 2.º batallón los «borderers del sur de Gales» cruzó el río bajo fuego de artillería pesada. Su embarcación de asalto se desvió río abajo en el cruce, pero una vez en tierra avanzaron rápidamente hacia la ciudad. Sin embargo, su avance se detuvo y el 1 / 7.º Batallón, el Regimiento del Duque de Wellington, originalmente destinado a cruzar en la Fase 3, fue enviado hacia el río para apoyarlos. A las 7:00 a. m., el 2.° batallón, el regimiento de Essex, estaba al otro lado del río y, a las 8:45 a. m., el RCE había establecido un transbordador de pontones para comenzar a mover los tanques del regimiento de Ontario.

### Fase dos

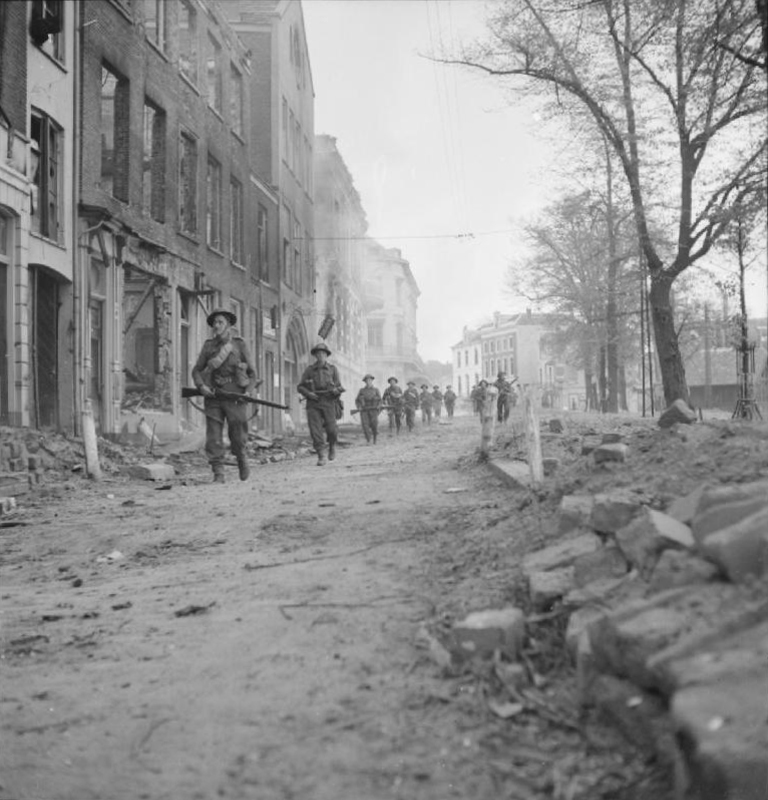
Fila de soldados avanzaba lentamente hacia la cámara a lo largo de una calle en ruinas de la ciudad. Están fuertemente armados y patrullan por la ciudad el 14 de abril

Los Royal Canadian Engineers continuaron armando el puente Bailey durante toda la noche y 12 horas después de la «hora H», el tráfico avanzaba por el IJssel. El puente prefabricado era un dispositivo único, hecho al ensamblar un puente pontón Bailey y flotarlo en su posición más tarde. Los Royal Canadian Engineers originalmente apodaron el puente como "Gremlin" pero cuando se inauguró oficialmente fue bautizado como "Evers", por uno de sus oficiales. El mismo Mayor Evers lo llamó el puente "Ala y oración". Esto permitió que la «Fase 2» de la operación continuara y las tropas de la Brigada 146 y los tanques del Regimiento de Ontario avanzaron rápidamente hacia las posiciones de la 56.ª Brigada. Hubo relativamente poca resistencia en la mañana, aunque los «Borderers del sur de Gales» tuvieron que contraatacar cerca del cruce de ferrocarril. A última hora de la mañana, los británicos avanzaron hacia un gran complejo de fábricas de Enka BV en la zona este de la ciudad, donde un batallón de la 346.ª brigada de infantería y las tropas del 46.º Batallón de ametralladoras Festungs había establecieron un punto fuerte. Los alemanes se habían mudado desde Oosterbeek esa mañana y habían escapado de los bombardeos anteriores. El 4.º batallón del regimiento de Lincolnshire recibió la tarea de despejar el complejo, aunque los alemanes, al estar relativamente descansados, pudieron ofrecer cierta resistencia. Con el apoyo de los carros de combate del «Regimiento de Ontario» y la 79.ª División,
los alemanes finalmente se vieron abrumados en una batalla que duró la mayor parte del día. En la noche del 13 de abril, la mayor parte de la resistencia en la ciudad había cedido y la 147.ª Brigada se preparaba para cruzar a Arnhem.

### Fase tres
La 147.ª Brigada cruzó el Nederrijn desde la Isla durante la noche y en la mañana del 14 de abril estaban listos para moverse a través de las posiciones de la 56.ª Brigada. A estas alturas, la defensa alemana se estaba desmoronando, pero los batallones de la 147.ª encontraron un número significativo de minas y demoliciones a medida que avanzaban. Una compañía del Regimiento del Duque de Wellington tendió una emboscada a lo que creían que era un contraataque alemán liderado por tres tanques pesados Renault franceses, si bien más tarde se supo que los alemanes no tenían idea de que los británicos estaban allí. Más tarde, en ese mismo día, los soldados holandeses de la 34.ª División de Granaderos de Voluntarios de las SS Landstorm Nederland con un armamento adecuado contraatacó las posiciones del duque de Wellington. Finalmente, los holandeses fueron derrotados después de fuertes combates que derribaron sus tanques, pero fueron capaces de favorecer un avance británico posterior en su área. Al final del día, las unidades aliadas habían alcanzado todos sus objetivos y la mayor parte de Arnhem estaba segura. Esa noche la 5.ª División Blindada comenzó a moverse hacia el terreno elevado al norte de la ciudad, donde se encontraron con elementos de las unidades SAS que habían estado operando detrás de las líneas enemigas desde principios de ese mes. El 15 de abril, el duque de Wellington ocupó el zoológico de la ciudad y al descubrir un oso polar vivo se lo ofreció a su comandante de brigada, que no lo aceptó. Los alemanes fueron expulsados del recinto de Velp y sus alrededores los días 15 y 16 de abril, lo que puso fin a la Operación Ira.

## Consecuencias

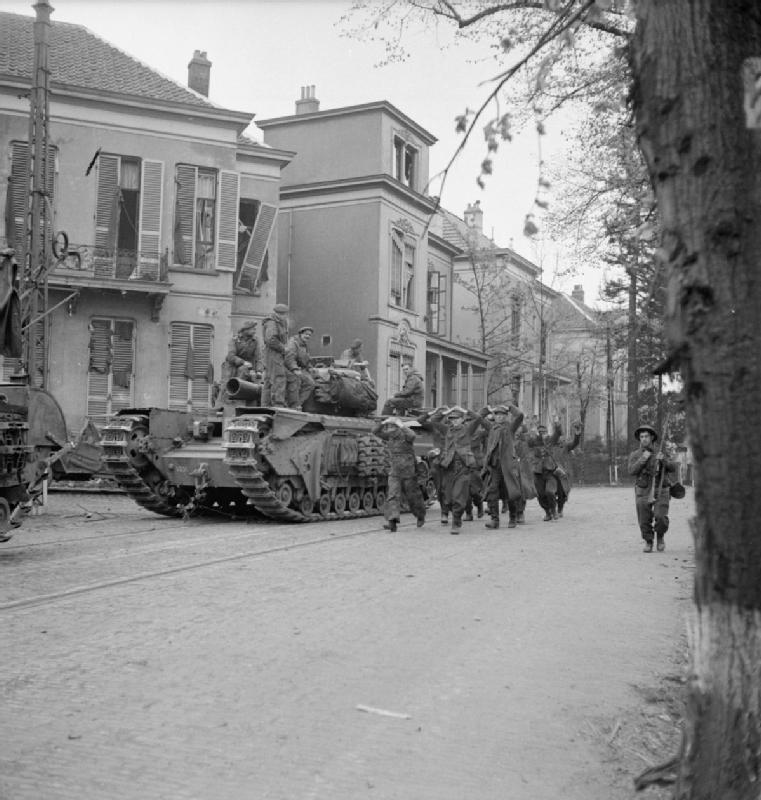
Los prisioneros de guerra alemanes desfilan junto a un AVRE de Churchill al final de los combates en Arnhem

Los aliados liberaron una ciudad en ruinas. Después del saqueo el año anterior las casas eran poco más que escombros vacíos, sin muebles, artículos para el hogar e incluso puertas. El corresponsal de la Canadian Broadcasting Corporation, Matthew Halton, describió a la ciudad como abandonada y en llamas y el diario de guerra de la 49.ª División señaló que una ciudad nunca había sido destruida de manera tan gratuita. La evidencia de la primera batalla de Arnhem estaba en todas partes y la liberación fue comparada con entrar en una tumba antigua.
El avance aliado continuó de inmediato. La 5.ª División Canadiense Blindada comenzó a moverse a través de Arnhem hacia el terreno elevado al norte de la ciudad la noche del 14 al 15 de abril. En un cambio al plan original para dirigirse hacia el oeste, la división recibió una nueva misión conocida como Operation Cleanser y se trasladó al norte para asegurar las ciudades entre Arnhem y el IJsselmeer. Una gran fuerza alemana contraatacó a la 5.ª División en la noche del 16 en Otterlo, con la esperanza de salir hacia oeste, pero fue rechazada después de fuertes pérdidas. El 17 de abril, la 49.ª División atacó Ede, ocupada por las SS holandesas, y liberó la ciudad en 24 horas. El 27 de abril entró en vigor una tregua temporal que permitió la distribución de ayuda alimentaria a los hambrientos civiles holandeses en zonas bajo control alemán llamada Operaciones Manna y Chowhound y el 5 de mayo, Generaloberst Blaskowitz aceptó la rendición incondicional de todas las fuerzas alemanas en Los Países Bajos.
Los británicos registraron 62 muertos y 134 heridos en la acción, aunque no está claro si esto incluye bajas canadienses. Las cifras alemanas son imprecisas con los prisioneros de guerra registrados como 601 en algunas fuentes y hasta 1600 en otras. Las bajas son igualmente desconocidas, aunque podrían haber sido tan altas como 3000. La mayoría de los hombres aliados que murieron en la batalla fueron enterrados en el Cementerio de Guerra Arnhem Oosterbeek después de la guerra, mientras que los alemanes que habían sido enterrados en cementerios localizados o en tumbas de campo fueron enterrados de nuevo en Ysselsteyn, junto con la mayoría de los alemanes muertos en los Países Bajos. Las unidades involucradas en la batalla recibieron posteriormente el «honor de batalla Arnhem 1945». En 1999, a los The Princess Louise Fusiliers también se le otorgó el honor después de que la investigación del Capitán Sánchez King pudo demostrar el derecho del regimiento.